# مزود طاقة

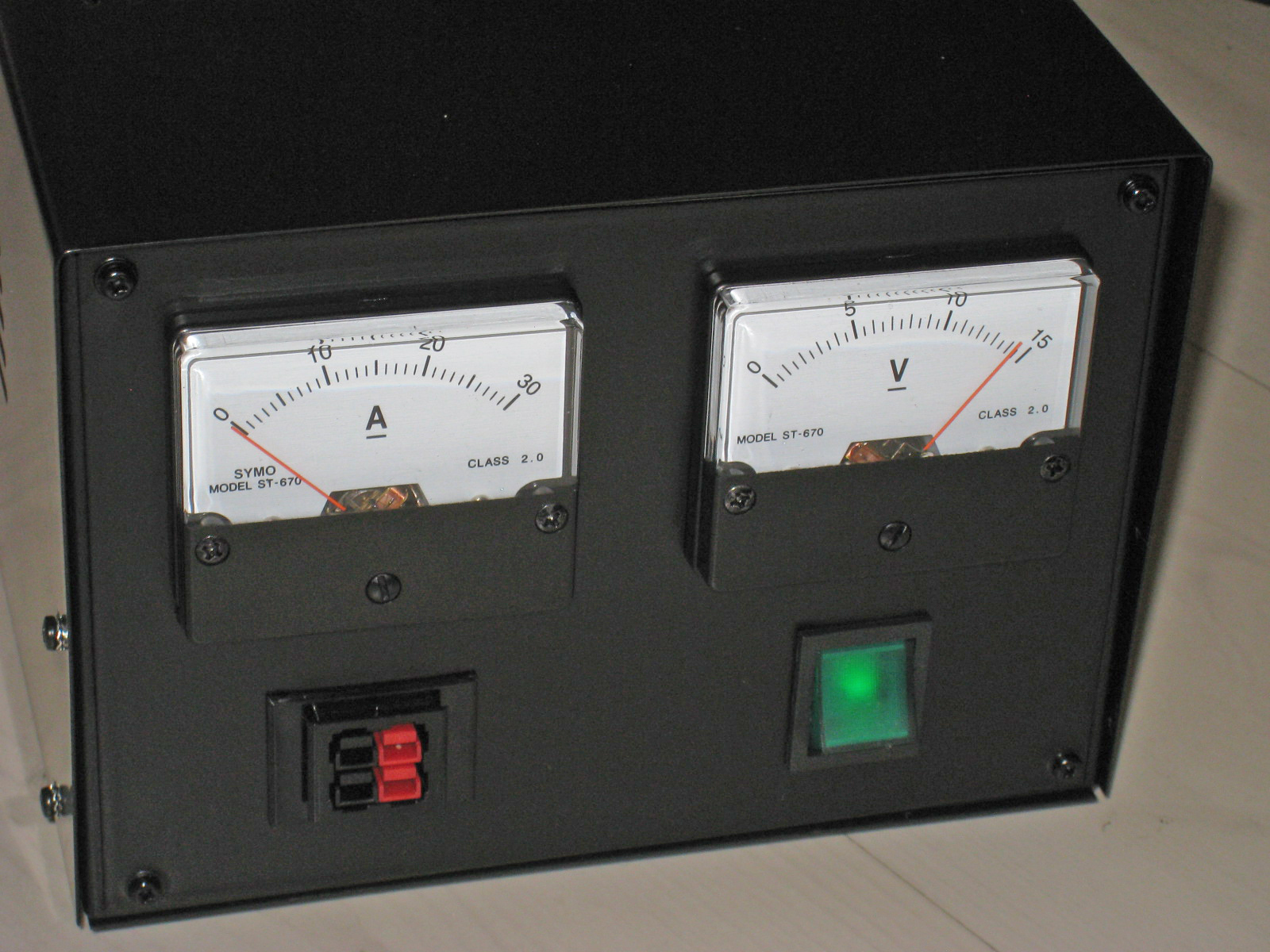

مزود الطاقة واحد من المكونات الأساسية في الإلكترونيات وفي الكهرباء.

## وظيفته الأساسية
هي تحويل الطاقة الكهربائية إلى الشكل المناسب لدوائر الحاسوب. فهو غالبا يقوم بتحويل الجهد والتيار المتردد 220 V, 50 Hz, AC إلى التيار الثابت ذات الجهود التالية:
- 12V+ لتغذية المحركات والمراوح.
- 12V- لتغذية الدوائر المتكاملة.
- 5V+ لتغذية الدوائر المتكاملة.
- +5VBs لتغذية بعض الدوائر الإلكترونية عند وضع الاستعداد نلاحظ عمله في الاجهزة الحديثة حيث نلاحظ أن الماوس من نوع الليزر ولوحة المفاتيح تبقى مضائه وانه عند تحريك الماوس أو ضغط أي مفتاح على لوحة المفاتيح فأن الجهاز يعمل.
- 3.3V+ لتغذية أجهزة ساتا مثل تغذية القرص الصلب نوع SATA.

## أهميته
أن وحده التغذية الكهربائية الموجودة في صندوق الحاسوب (CASE) تعد من أهم المكونات المادية للجهاز حيث أن عطلها يعني عدم تشغيل الحاسوب بالكامل. لذلك فانه من المفيد التعرف عليها.
ومصدر القدرة ليس وحده منطقيه يتعامل معها المعالج بشكل مباشر ولا تدخل في عملياته المنطقية والحسابية بشكل مباشر مثل باقي القطع الموجودة داخل أو خارج الصندوق، وإنما هي عبارة عن محول كهربائي متعدد الجهود يعمل على تحويل الجهد الكهربائي من 220 أو 110 فولت إلى مجموعه من الجهود ذات القيم المختلفة التي يحتاجها الحاسوب ومكوناته المادية لتعمل بشكل سليم.
و تشبه الشكل العام التالي
وما يجب ذكره أن هذا النوع يسمى ATX وليس AT ونستعمله تقريبا كلنا(إلا إذا كان هناك من يستعمل أجهزه اقل من بنتيوم)
و من الداخل تبدو كما يلي حيث أنها تحتوي على مجموعه من القطع الإلكترونية التي تقوم بوظيفة تحويل الجهد الكهربائي المتردد إلى مستمر وتحسس الحرارة. ومروحة التبريد والتي تحافظ على وحدة التغذية من الاحتراق. أن ألوان الأسلاك بوحدة تغذيه الطاقة هي ألوان متفق عليها دوليا ولن تجد جهاز من نوع IBM compatible فيه ألوان أخرى لان كل لون يمثل قيمه معينه من الجهد الكهربائي الذي له مكان محدد على اللوحة الأم أو مشغلات الأقراص المختلفة ولا يجوز تغيير مكانه لان ذلك قد يؤدي إلى تلف في الحاسوب فماذا تمثل هذه الألوان
1. البرتقالي =3.3+ فولت.
2. الأصفر= +12 فولت.
3. الأزرق= -12 فولت.
4. الأحمر= +5 فولت.
5. الأبيض= -5 فولت.
6. الأسود= خط تاريض(ارضي) لا يحمل جهد كهربائي جهد صفر.
7. الأخضر= power on أي انه عند وصله مع الأرضي الأسود فان وحدة التغذية تعمل وتبدأ بتزويد الطاقة وهذا الذي يحدث عند الضغط على مفتاح التشغيل لكي نجعل الحاسوب يعمل ويمكن اختبار مصدر القدرة خارج الجهاز بتوصيل الطرف الأخضر بالطرف الأسود فتبدأ المروحة بالدوران
8. الرمادي= Good power line أي هو المسؤول عن إيقاف عمل وحده التغذية وفصل الطاقة عن الحاسوب إذا حصل خلل أدى إلى شورت(دائرة قصر Short circuit)
9. البنفسجي = +VBs 5 فولت في وضع الاستعداد نلاحظ عمله في الاجهزه الحديثة حيث نلاحظ أن الماوس من نوع الليزر ولوحة المفاتيح تبقى مضاءة وانه عند تحريك الماوس أو ضغط أي مفتاح على لوحة المفاتيح فأن الجهاز يعمل
10. البني= +3.3 فولت للاستشعار remote sensing مثل أن يعمل الحاسوب عندما يتلقى اشاره من بطاقة الشبكة أو المودم

```
وجدير بالذكر أن شركة dell لم تتقيد بهذه الالوان حتى عام 1996.
```

أمّا الوصلات الخارجة من وحدة التغذية power supply
نلاحظ تعدد أشكال الوصلات والتي يوجد لكل منها مكان محدد واتجاه محدد في داخل الصندوق واكرر أنه لا يمكن نركيبها باتجاه أو مكان غير صحيح
نلاحظ من الصورة التوصيلات المختلفة وأماكنها لمختلف الاجهزه الحديثة والقديمة وقيم الألوان والجهود الكهربائية لكل لون.
و يجب أن نعلم أن قدرة وحدة تغذيه الطاقة مهمة جدا في الحفاظ على أداء جيد للجهاز حيث أنه كلما زادت القطع الموصولة بالحاسوب وخصوصا تلك التي تعتمد على الحاسوب كمصدر طاقة لها (مثل الاجهزه التي توصل على مخارج ال يو إس بي ومشغلات الأقراص الصلبة والليزريه والمعالج والرامات) وتستمد الكهرباء مباشره من اللوحة الأم أو من وحدة التغذية الكهربائية كلما زاد الحمل LOAD على وحدة التغذية الكهربائية لذلك يجب زيادة قدرتها ويفضل أن لا تقل عن 200واط والصورة التالية تبين الجهود المختلفة والقدرات المختلفة لكل قدرة لوحدة التغذية الكهربائية
و تحسب قدرة كل جهد كالتالي
القدرة الكهربائية=الجهد الكهربائي X التيار المسحوب من المصدر(تيار الحمل).

## أسباب أعطال وحده التغذية الكهربائية
1. الحمل الزائد عليها.
2. ارتفاع الحرارة داخلها ويمكن أن يكون بسبب أن المروحة غير قادرة على الأداء لسوء نوعيتها.
3. العمر الطويل للقطع الذي يؤدي إلى استهلاك مكوناتها الداخلية لذلك ينصح باستبدالها بشكل دوري مره واحده في العام.
4. تغير الجهد الكهربائي الواصل إليها من المصدر بشكل مفاجئ.